# 10318 Sumaura
10318 Sumaura è un asteroide della fascia principale. Scoperto nel 1990, presenta un'orbita caratterizzata da un semiasse maggiore pari a 2,3414680 UA e da un'eccentricità di 0,2668192, inclinata di 4,46734° rispetto all'eclittica.